# قشلاق دمیرچلوی قره قشلاق حاج ابیل
قشلاق دمیرچلوی قره قشلاق حاج ابیل یک روستا در ایران است که در دهستان قشلاق جنوبی واقع شده‌است. قشلاق دمیرچلوی قره قشلاق حاج ابیل ۱۴۵ نفر جمعیت دارد.